# Styrax schultzei
Styrax schultzei är en storaxväxtart som beskrevs av Janet Russell Perkins. Styrax schultzei ingår i släktet Styrax och familjen storaxväxter. Inga underarter finns listade i Catalogue of Life.